# 代議院 (フランス)

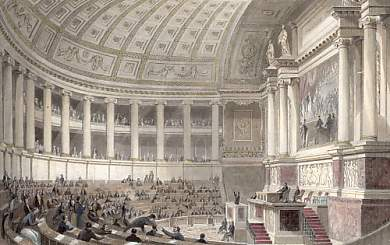
ブルボン宮殿内の代議院議場（1841年）

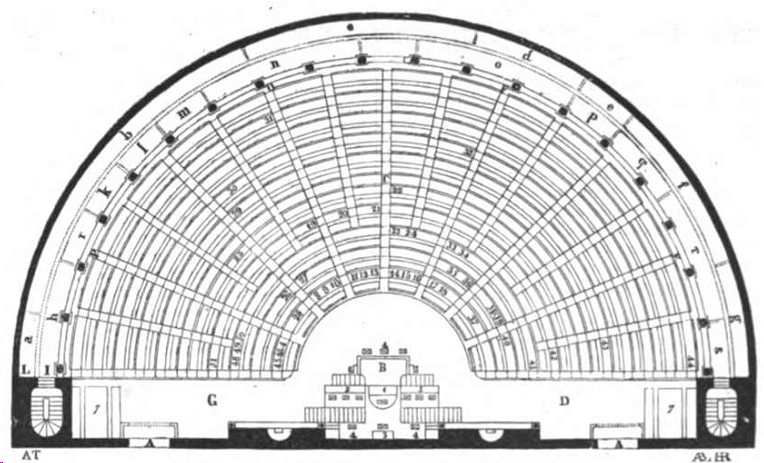
代議院本会議場の平面図

代議院（だいぎいん、フランス語: Chambre des députés）は、19世紀から20世紀にかけてのフランスの諸議会の名称である。
- 復古王政・七月王政期（1814年–1848年）の代議院は、納税額による制限選挙で選出された議員からなる議院（フランス議会下院）である。上院は貴族院になる。
- 第三共和政期（1875年–1940年）の代議院は、普通選挙で選出された議員からなる議院である。ヴェルサイユの元老院との合同会議は国民議会 (Assemblée nationale) と呼ばれ、共和国大統領の選挙を行う。

## 復古王政期
復古王政下の代議院は、1814年憲章により、第一帝政下の立法院に代わって設置され、納税額による制限選挙で選出された議員で構成された。法案の討議、そして何よりも租税の承認をその任務とした。憲章により、議員は任期5年で、毎年5分の1が改選されるものとされた。被選挙人になるには満40歳以上かつ直接税1,000フラン以上の納税者であることを要した。
閣僚は議員の中から選ばれることができたため、復古王政下の内閣は強大ならずも議会主義的・自由主義的な性格を帯びた。
1815年に再起したナポレオン1世の百日天下の間は、帝国憲法付加法の規定により、代議院 (Chambre des députés) に代わってこれとは異なる代議院 (Chambre des représentants) が短期間設置されたが、第七次対仏大同盟軍のパリ入城で瓦解した。
超王党派（ユルトラ）が多数の議席を占めた1815年から1816年までの議会は「またと見出しがたい議会」 (Chambre introuvable) と呼ばれた。

## 七月王政期

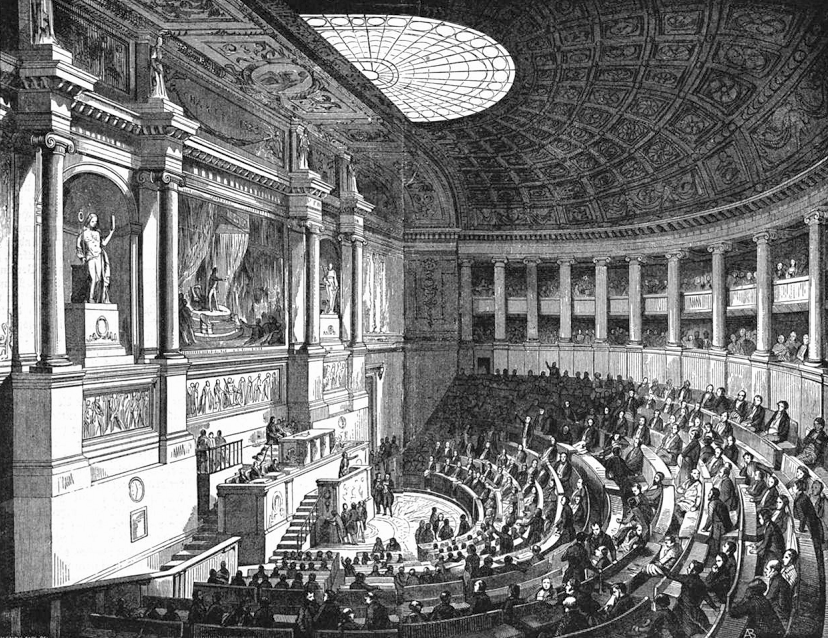
代議院本会議場（1843年）

七月王政下の代議院は、1830年憲章により、納税額による制限選挙で選出された議員で構成された。七月王政下の政界は、運動派（mouvement: 1830年憲章を出発点とみなし、さらなる自由主義的改革に積極的な革新派）と抵抗派（résistance: さらなる自由主義的改革に消極的な保守派）とが代議院を二分する状況であった。初期の段階では両派間の政権交代もあったが、1840年までにはフランソワ・ギゾーを中心とする保守派が政権の座を掌握した。
1830年以後、議員は任期5年で、被選挙人になるには満30歳以上かつ納税額500フラン以上の納税者であることを要した。
国王は毎年代議院を召集し、その停会権および解散権を有するが、代議院を解散した場合は、3か月以内に新しい代議院を召集しなければならなかった。
1852年、代議院は再び立法院と改称された。

## 第三共和政期
第三共和政下の代議院は、多数代表制に従い任期4年で選出される議員で構成された（各立法期毎に520人ないし600人の議員が選出された）。17の立法期があり、共和国の議会政治の慣行はこの時期に定着していった。その議場はレオン・ガンベタ、ジュール・フェリー、ジョルジュ・クレマンソー、ジャン・ジョレスをはじめとして雄弁な政治家が激論を展開したことで知られた。フランスの議会制において政党や政治団体という概念は長らく存在しなかったが（政治団体が登場したのは20世紀初頭のことであった）、共和派の離合集散は多党分立や周期的な政情不安定を生み出す原因となった。
法律家は代議院議員の重要な一翼を担った。すなわち、1924年の左翼連合結成時には、140人の弁護士と9人の法学教授が議席を占め、1936年議会の人民戦線政権下では、110人の弁護士と8人の法学教授が議席を占めた。
第三共和政から、それまでのフランスの体制下には存在しなかった議員歳費が導入された。その理由は、貧しい者も含めすべての市民が議員に選出され得るようにしなければならない、言い換えれば、議会が名望家や不労所得者だけに席巻されることのないように議員に相当の歳費を与えることが必要である、と考えられたことにあった。1938年1月1日時点で、議員歳費額は年82,500フランであった。

### 選挙方法
第三共和政下の代議院議員選挙は、そのほとんどがアロンディスマン投票制 （scrutin d'arrondissement: 小選挙区二回投票制）により執り行われたが、投票方法は数回変更された。
- 1885年、代議院議員選挙は各県の管内を1選挙区とし（大選挙区制）、多数代表名簿式投票制 (scrutin de liste majoritaire) により執り行うことが定められた。1889年2月13日法により単記投票制 (scrutin uninominal) が復活した。
- 1919年7月12日法は、過半数得票者 (prime à la majorité) の党派に極めて有利な比例代表名簿式投票制 (scrutin de liste à la proportionnelle) を定めた。1919年11月と1924年の選挙はこの方式に従って執り行われたが、1828年の選挙で小選挙区二回投票制（scrutin majoritaire uninominal à deux tours）が復活した。

詳細は国民議会ウェブサイトを参照。

### 権限と機能
1875年憲法の定める大臣の政治責任の原則により、代議院は、問責質問（interpellation）等の手続に基づき政府に対して不信任を表明することができた。同原則とその運用手段は議院内閣制の根幹をなした。均衡上、政府の代議院に対する解散権行使を認める定めがあった。1877年のマクマオン大統領による解散断行 (crise du 16 mai 1877) を受け、解散権不行使の慣行が確立すると、代議院は政府に対して圧倒的優位に立ち続け、多くの内閣を倒閣させ、権力の不均衡をもたらした（後に「フランス型議会偏重主義（parlementarisme à la française）」と呼ばれた）。

### 党派と指導者
- 院内会派：王党派（レジティミスト、オルレアニスト）、共和派（自由主義者、オポルテュニスト、急進主義者、社会主義者）
- 歴史的人物：アンリ5世、アルベール・ド・ブロイ、アドルフ・ティエール、レオン・ガンベタ、ジュール・フェリー、ジョルジュ・クレマンソー、ジャン・ジョレス、ジョルジュ・ブーランジェ

### 代議院の終焉
代議院の最終会議は1940年7月9日に開かれ、最後の代議院議長はエドゥアール・エリオが務めた。
代議院は、ペタン元帥の発した1940年7月11日の憲法行為 (fr:acte constitutionnel) により停会・延期された。